# Tibellus spinosus
Tibellus spinosus är en spindelart som beskrevs av Rita Delia Schiapelli och Gerschman 1941. Tibellus spinosus ingår i släktet Tibellus och familjen snabblöparspindlar. Inga underarter finns listade i Catalogue of Life.